# Pontorson
Pontorson település Franciaországban, Manche megyében. Lakosainak száma 3837 fő (2018. január 1.). Pontorson Pleine-Fougères, Saint-Georges-de-Gréhaigne, Sougéal, Aucey-la-Plaine, Beauvoir, Huisnes-sur-Mer, Macey, Mont-Saint-Michel, Tanis és Vessey községekkel határos.

## Népesség
A település népességének változása:
| Lakosok száma | 3952 | 3836 | 4430 | 3849 | 3837 |
|               | 2013 | 2015 | 2016 | 2017 | 2018 |